# Spilosoma ukona
Spilosoma ukona är en fjärilsart som beskrevs av Matsumura 1930. Spilosoma ukona ingår i släktet Spilosoma och familjen björnspinnare. Inga underarter finns listade i Catalogue of Life.